# Dinguiraye
Dinguiraye – miasto w północnej Gwinei; stolica prefektury Dinguiraye. Według danych szacunkowych na rok 2010 liczy 22 405 mieszkańców. Ośrodek przemysłowy.